# Incantesimo nei mari del sud
Incantesimo nei mari del sud è un film del 1949, diretto da Frank Launder e tratto dal romanzo La laguna azzurra di Henry De Vere Stacpoole.

## Trama
Sopravvissuti ad un naufragio con l'aiuto di un marinaio che poi morirà, i piccoli Emmeline Foster e Michael Reynolds crescono su un'isola deserta. Diventati adolescenti, scopriranno l'amore e il sesso, faranno anche un figlio e poi cercheranno di tornare alla civiltà.